# Максвел–Болцманова дистрибуција
У физици (посебно у статистичкој механици), Максвел-Болцманова расподела је посебна дистрибуција вероватноће названа по Џејмсу Клерку Максвелу и Лудвигу Болцману.
Прво је дефинисана и коришћена за описивање брзина честица у идеалним гасовима, где се честице слободно крећу унутар непокретног контејнера без међусобне интеракције, изузев врло кратких судара у којима међусобно или са својим окружењем размењују енергију и моментум. Термин „честица“ у овом контексту односи се само на гасовите честице ( атоме или молекуле), а претпоставља се да је систем честица достигао термодинамичку равнотежу .  Енергије таквих честица прате оно што је познато као Максвел-Болцманова статистика, а статистичка расподела брзина изведена је изједначавањем енергија честица са кинетичком енергијом .
Математички, Максвел-Болцманова расподела је хи дистрибуција са три степена слободе (компоненте вектора брзине у Еуклидовом простору), са параметром скале који мери брзине у јединицама пропорционалним квадратном корену од {\displaystyle T/m} (однос температуре и масе честица). 
Максвел-Болцманова расподела резултат је кинетичке теорије гасова, која пружа поједностављено објашњење многих основних гасних својстава, укључујући притисак и дифузију .  Максвел-Болцманова расподела се у основи примењује на брзине честица у три димензије, али се испоставило да зависи само од брзине ( износа брзине) честица. Расподела вероватноће брзине честице указује на то које су брзине вероватније: честица ће имати брзину случајно одабрану из расподеле и већа је вероватноћа да ће бити унутар једног опсега брзина од другог. Кинетичка теорија гасова односи се на класични идеалан гас, који је идеализација стварних гасова. У стварним гасовима постоје различити ефекти (нпр. Ван дер Валсове интеракције, вртложни ток, релативистичка ограничења брзине и интеракције квантне размене ) који могу учинити њихову расподелу брзине другачијом од Максвел-Болцмановог модела. Међутим, разређени гасови на уобичајеним температурама понашају се готово као идеалан гас и Максвелова расподела брзине је одлична апроксимација за такве гасове. Идеалне плазме, које су јонизовани гасови са довољно малом густином, често имају и расподелу честица која је делимично или у потпуности максвеловска. 
Дистрибуцију је први извео Максвел 1860. године на хеуристичким основама.  Болцман је касније, 1870-их, спровео значајна истраживања физичког порекла ове дистрибуције.
Дистрибуција се може извести на основу тога што максимализује ентропију система. Списак извода су:
1. Максимална расподела вероватноће ентропије у фазном простору, са ограничењем очувања просечне енергије{\displaystyle \langle H\rangle =E} ;
2. Канонски ансамбл .

## Функција дистрибуције
Под претпоставком да систем од интереса садржи велики број честица, удео честица унутар бесконачно малог елемента тродимензионалног простора брзине,{\displaystyle d^{3}v}, центриран на вектор брзине величине{\displaystyle v}, је{\displaystyle f(v)d^{3}v}, у којима
{\displaystyle f(v)~\mathrm {d} ^{3}v=\left({\frac {m}{2\pi kT}}\right)^{3/2}\,e^{-{\frac {mv^{2}}{2kT}}}~\mathrm {d} ^{3}v,}
где је {\displaystyle m} маса честица и {\displaystyle kT} је производ Болцманове константне и термодинамичке температуре .
Елемент простора брзине можемо записати као d{\displaystyle ^{3}v} = d{\displaystyle v_{x}} d{\displaystyle v_{y}} d{\displaystyle v_{z}}, за брзине у стандардном картезијанском координатном систему или као d{\displaystyle ^{3}v} ={\displaystyle v^{2}} д{\displaystyle v} d{\displaystyle \Omega } у стандардном сферном координатном систему, где d{\displaystyle \Omega } је елемент пуног угла. У овом случају, {\displaystyle f(v)} је дата као функција расподеле вероватноће, правилно нормализована тако да{\displaystyle \int f(v)} d{\displaystyle ^{3}v} преко свих брзина једнака је један. У физици плазме, расподела вероватноће се често помножи са густином честица, тако да је интеграл резултујуће функције расподеле једнак густини.
Максвелова функција расподеле за честице које се крећу само у једном смеру, ако је овај правац {\displaystyle x}, је
{\displaystyle f(v_{x})~\mathrm {d} v_{x}=\left({\frac {m}{2\pi kT}}\right)^{1/2}\,e^{-{\frac {mv_{x}^{2}}{2kT}}}~\mathrm {d} v_{x},}
који се могу добити интегрисањем тродимензионалне форме дане изнад {\displaystyle v_{y}} и{\displaystyle v_{z}} .
Препознавши симетрију {\displaystyle f(v)}, може се интегрисати преко пуног угла и написати расподела вероватноће брзина као функција 
{\displaystyle f(v)~\mathrm {d} v=\left({\frac {m}{2\pi kT}}\right)^{3/2}\,4\pi v^{2}e^{-{\frac {mv^{2}}{2kT}}}~\mathrm {d} v,}
Ова функција густине вероватноће даје вероватноћу, по јединици брзине, налажења честице брзином близу {\displaystyle v} . Ова једначина је једноставно Максвел-Болцманова расподела (дата у инфо кутији) са параметром расподеле{\displaystyle a={\sqrt {kT/m}}} . Максвел-Болцманова расподела еквивалентна је хи дистрибуцији са три степена слободе и параметром скале {\displaystyle a={\sqrt {kT/m}}} .
Најједноставнија обична диференцијална једначина коју задовољава расподела је:
{\displaystyle kTvf'(v)+f(v)(mv^{2}-2kT)=0,}
{\displaystyle f(1)={\sqrt {\frac {2}{\pi }}}e^{-{\frac {m}{2kT}}}\left({\frac {m}{kT}}\right)^{3/2}}
или представљено без јединице:
{\displaystyle a^{2}xf'(x)+\left(x^{2}-2a^{2}\right)f(x)=0,}
{\displaystyle f(1)={\frac {{\sqrt {\frac {2}{\pi }}}e^{-{\frac {1}{2a^{2}}}}}{a^{3}}}.}
Дарвин-Фовлер-овом методом средњих вредности добија се Максвел-Болцманова расподела као тачан резултат.

## Однос према 2D Максвел-Болцмановој расподели
За честице ограничене да се крећу у равни, расподела брзине је дата са
{\displaystyle P(s<|{\vec {v}}|<s+ds)={\frac {ms}{kT}}\exp {\bigg (}-{\frac {ms^{2}}{2kT}}{\bigg )}ds}
Ова расподела се користи за опис система у равнотежи. Међутим, већина система не започиње у равнотежном стању. Еволуцијом система ка његовом равнотежном стању управља Болцманова једначина . Једначина предвиђа да ће за интеракције кратког домета равнотежна расподела брзине следити Максвел-Болцманову расподелу. Десно је симулација молекуларне динамике (МД) у којој је 900 честица тврде сфере ограничено да се креће у правоугаонику. Они комуницирају помоћу савршено еластичних судара. Систем се покреће из равнотеже, али расподела брзине (у плавој боји) брзо конвергира у 2D Максвел-Болцман расподелу (у наранџастој боји).

## Типичне брзине
Средња брзина {\displaystyle \langle v\rangle }, највероватнија брзина ( режим) vp и средња квадратна брзина{\displaystyle {\sqrt {\langle v^{2}\rangle }}} могу се добити из својстава Максвелове расподеле.
Ово добро функционише за готово идеалне, монатомске гасове попут хелијума, али и за молекуларне гасове попут двоатомског кисеоника . То је зато што, упркос већем топлотном капацитету (већој унутрашњој енергији при истој температури) због већег броја степени слободе, њихова транслациона кинетичка енергија (а самим тим и брзина) остаје непромењена. 
{\displaystyle =\left(4\pi \left({\frac {b}{\pi }}\right)^{\frac {3}{2}}\int _{0}^{\infty }v^{4}\ e^{-bv^{2}}dv\right)^{1/2}\,\!}
{\displaystyle =\left(4\pi \left({\frac {b}{\pi }}\right)^{\frac {3}{2}}{\frac {3}{8}}{\sqrt {\frac {\pi }{b^{5}}}}\right)^{1/2}=\left({\frac {3}{2b}}\right)^{1/2}\,\!}
{\displaystyle ={\sqrt {\frac {3kT}{m}}}={\sqrt {\frac {3RT}{M}}}={\sqrt {\frac {3}{2}}}v_{p}}}}-->Укратко, типичне брзине су повезане на следећи начин:
{\displaystyle v_{p}\approx 88.6\%\ \langle v\rangle <\langle v\rangle <108.5\%\ \langle v\rangle \approx v_{\mathrm {rms} }.}
Средња квадратна брзина директно је повезана са брзином звука c у гасу, за
{\displaystyle c={\sqrt {\frac {\gamma }{3}}}\ v_{\mathrm {rms} }={\sqrt {\frac {f+2}{3f}}}\ v_{\mathrm {rms} }={\sqrt {\frac {f+2}{2f}}}\ v_{p},}
где{\displaystyle \gamma =1+{\frac {2}{f}}} је адијабатски индекс, f је број степена слободе појединачног молекула гаса. За горњи пример, двоатомни азот (приближни ваздух) на 300, {\displaystyle f=5}  и
{\displaystyle c={\sqrt {\frac {7}{15}}}v_{\mathrm {rms} }\approx 68\%\ v_{\mathrm {rms} }\approx 84\%\ v_{p}\approx 353\ \mathrm {m/s} ,}
права вредност ваздуха се може апроксимализовати коришћењем просечне моларне тежине ваздуха ( 29 ), дајући 347 на 300 (корекције за променљиву влажност ваздуха су реда од 0,1% до 0,6%).
Просечна релативна брзина
{\displaystyle v_{\rm {rel}}\equiv \langle |{\vec {v}}_{1}-{\vec {v}}_{2}|\rangle =\int \!d^{3}v_{1}d^{3}v_{2}|{\vec {v}}_{1}-{\vec {v}}_{2}|f({\vec {v}}_{1})f({\vec {v}}_{2})={\frac {4}{\sqrt {\pi }}}{\sqrt {\frac {kT}{m}}}={\sqrt {2}}\langle v\rangle }
где је тродимензионална расподела брзине
{\displaystyle f({\vec {v}})\equiv {\frac {1}{(2\pi kT/m)^{3/2}}}e^{-{\frac {1}{2}}m{\vec {v}}^{2}/kT}.}
Интеграл се лако може извршити променом на координате{\displaystyle {\vec {u}}={\vec {v}}_{1}-{\vec {v}}_{2}} и{\displaystyle {\vec {U}}={\frac {{\vec {v}}_{1}+{\vec {v}}_{2}}{2}}.}

## Извођење и сродне дистрибуције

### Максвел – Болцман статистика
Првобитно извођење из 1860. године Џејмса Клерка Максвела био је аргумент заснован на молекуларним сударима кинетичке теорије гасова као и одређеним симетријама у функцији расподеле брзине; Максвел је такође дао рани аргумент да ови молекуларни судари имају тенденцију ка равнотежи.   После Максвела, Лудвиг Болцман је 1872. године  такође извео расподелу на механичким основама и тврдио да би гасови временом требало да теже ка тој расподели, услед судара (види Х-теорему ). Касније (1877)  је поново извео расподелу у оквиру статистичке термодинамике . Изводи у овом одељку су у складу са Болцмановим извођењем из 1877. године, почев од резултата познатог као Максвел -Болцман статистика (из статистичке термодинамике). Максвел -Болцманова статистика даје просечан број честица пронађених у датом једночестичном микростању. Под одређеним претпоставкама, логаритам фракције честица у датом микростању сразмеран је односу енергије тог стања и температуре система:
{\displaystyle -\log \left({\frac {N_{i}}{N}}\right)\propto {\frac {E_{i}}{T}}.}
Претпоставке ове једначине су да честице не интерагују међусобно и да су класичне; то значи да се стање сваке честице може сматрати независно од стања осталих честица. Поред тога, претпоставља се да су честице у топлотној равнотежи.  

Ова веза се може написати као једначина увођењем нормализујућег фактора:

| {\displaystyle {\frac {N_{i}}{N}}={\frac {\exp(-E_{i}/kT)}{\sum _{j}\exp(-E_{j}/kT)}}} | \| \| \| \| \| \| \| \| | (1) |
|                                                                                        |                         |     |
|                                                                                        |                         |     |
где:
- Ni је очекивани број честица у једночестичном микростању i,
- N је укупан број честица у систему,
- Ei је енергија микростања i,
- збир над индексом j узима у обзир сва микростања,
- T је равнотежна температура система,
- k је Болцманова константа .

Деноминатор у једначини ( 1 ) је једноставно нормализујући фактор тако да односи{\displaystyle N_{i}:N} доприносе јединству- другим речима, то је нека врста партицијске функције (за једнопартицијски систем, а не уобичајена партицијска функција читавог система).
Будући да су брзина и велоцитет повезани са енергијом, једначина ( 1 ) се може користити за добијање односа између температуре и брзине честица гаса. Све што је потребно је открити густину микростања у енергији, која се одређује поделом простора импулса на регионе једнаке величине.

### Расподела вектора импулса
За потенцијалну енергију се узима нула, тако да је сва енергија у облику кинетичке енергије. Однос између кинетичке енергије и импулса за масивне нерелативистичке честице је

| {\displaystyle E={\frac {p^{2}}{2m}}} | \| \| \| \| \| \| \| \| | (2) |
|                                       |                         |     |
|                                       |                         |     |
где је п 2 квадрат импулсног вектора p = [ п к,  п и,  п з ]. Стога једначину ( 1 ) можемо преписати као:

| {\displaystyle {\frac {N_{i}}{N}}={\frac {1}{Z}}\exp \left[-{\frac {p_{i,x}^{2}+p_{i,y}^{2}+p_{i,z}^{2}}{2mkT}}\right]} | \| \| \| \| \| \| \| \| | (3) |
| |                         |     |
| |                         |     |
где је З партицијска функција, која одговара деноминатору у једначини ( 1 ). Овде је m молекулска маса гаса, Т термодинамичка температура и k Болцманова константа . Ова дистрибуција{\displaystyle N_{i}:N} је пропорционалан функцији густине вероватноће f п за проналажење молекула са овим вредностима компоненти импулса, па:

| {\displaystyle f_{\mathbf {p} }(p_{x},p_{y},p_{z})\propto \exp \left[-{\frac {p_{x}^{2}+p_{y}^{2}+p_{z}^{2}}{2mkT}}\right]} | \| \| \| \| \| \| \| \| | (4) |
| |                         |     |
| |                         |     |
Нормализујућа константа може се одредити препознавањем да вероватноћа молекула има одређени замах мора бити 1. Интегрисањем експоненцијала у ( 4 ) по свим pk,p y и pz добија се фактор од
{\displaystyle \iiint _{-\infty }^{+\infty }\exp \left[-{\frac {p_{x}^{2}+p_{y}^{2}+p_{z}^{2}}{2mkT}}\right]dp_{x}\ dp_{y}\ dp_{z}={({\sqrt {\pi }}{\sqrt {2mkT}})^{3}}}

Тако да је нормализована функција расподеле:
| {\displaystyle z=re^{i\phi }=x+iy\,\!} |Сматра се да је расподела производ три независне нормално дистрибуиране променљиве{\displaystyle p_{x}}, {\displaystyle p_{y}}, и{\displaystyle p_{z}}, са одступањем{\displaystyle mkT} . Поред тога, може се видети да ће величина моментума бити распоређена као Максвел-Болцманова расподела, са{\displaystyle a={\sqrt {mkT}}} . Максвел-Болцманова расподела за импулс (или једнако за брзине) може се темељније добити помоћу Х-теореме у равнотежи у оквиру кинетичке теорије гасних оквира.

### Расподела енергије
Расподела енергије је импозантна

| {\displaystyle f_{E}(E)dE=f_{p}({\textbf {p}})d^{3}{\textbf {p}},} | \| \| \| \| \| \| \| \| | (7) |
|                                                                    |                         |     |
|                                                                    |                         |     |
где{\displaystyle d^{3}{\textbf {p}}} је бесконачно мали запремински простор импулса фазног простора који одговара енергетском интервалу{\displaystyle dE} . Користећи сферну симетрију односа дисперзије енергије и импулса{\displaystyle E=|{\textbf {p}}|^{2}/2m}, ово се може изразити у{\displaystyle dE} на следећи начин :

| {\displaystyle d^{3}{\textbf {p}}=4\pi \|{\textbf {p}}\|^{2}d\|{\textbf {p}}\|=4\pi m{\sqrt {2mE}}dE.} | \| \| \| \| \| \| \| \| | (8) |
| |                         |     |
| |                         |     |
Користећи тада ( 8 ) у ( 7 ) и изражавајући све у смислу енергије{\displaystyle E}, добијамо
{\displaystyle f_{E}(E)dE={\frac {1}{(2\pi mkT)^{3/2}}}e^{-E/kT}4\pi m{\sqrt {2mE}}dE=2{\sqrt {\frac {E}{\pi }}}\left({\frac {1}{kT}}\right)^{3/2}\exp \left({\frac {-E}{kT}}\right)dE}
| {\displaystyle z=re^{i\phi }=x+iy\,\!} |Будући да је енергија пропорционална збиру квадрата три нормално распоређене компоненте импулса, ова расподела енергије може се записати еквивалентно гама расподели, користећи параметар облика,{\displaystyle {k}_{shape}=3/2} и параметар скале,{\displaystyle {\theta }_{scale}=kT} .
Користећи теорему о равнотежи, с обзиром да је енергија равномерно распоређена између сва три степена слободе у равнотежи, такође можемо поделити{\displaystyle f_{E}(E)dE} у скуп хи-квадрат дистрибуција, где енергија по степену слободе,{\displaystyle \epsilon }, дистрибуира се као хи-квадрат дистрибуција са једним степеном слободе, 
{\displaystyle f_{\epsilon }(\epsilon )\,d\epsilon ={\sqrt {\frac {1}{\pi \epsilon kT}}}~\exp \left[{\frac {-\epsilon }{kT}}\right]\,d\epsilon }
У равнотежи, ова расподела ће важити за било који број степени слободе. На пример, ако су честице ригидни масени диполи фиксног диполног момента, имаће три транслациона степена слободе и два додатна ротациона степена слободе. Енергија у сваком степену слободе биће описана према горњој хи-квадрат расподели са једним степеном слободе, а укупна енергија биће распоређена према хи-квадрат дистрибуцији са пет степена слободе. То има импликације у теорији специфичне топлоте гаса.
Максвел-Болцман-ова расподела се такође може добити узимајући у обзир да је гас врста квантног гаса за који се може извршити апроксимација ε >> к Т.

### Расподела за вектор брзине
Схватајући да је густина вероватноће брзине f v пропорционална функцији густине вероватноће импулса за
{\displaystyle f_{\mathbf {v} }d^{3}v=f_{\mathbf {p} }\left({\frac {dp}{dv}}\right)^{3}d^{3}v}

и користећи p = m v добијамо
| {\displaystyle f_{\mathbf {v} }(v_{x},v_{y},v_{z})=\left({\frac {m}{2\pi kT}}\right)^{3/2}\exp \left[-{\frac {m(v_{x}^{2}+v_{y}^{2}+v_{z}^{2})}{2kT}}\right]} |што је Максвел-Болцманова расподела брзине. Вероватноћа проналаска честице брзином у бесконачно малом елементу [ dv k,  dv y, dv z ] о брзини v = [ vk, v y,  v z] је
{\displaystyle f_{\mathbf {v} }\left(v_{x},v_{y},v_{z}\right)\,dv_{x}\,dv_{y}\,dv_{z}.}
Као и моментум, и за ову расподелу се види да је производ три независне нормално дистрибуиране променљиве{\displaystyle v_{x}}, {\displaystyle v_{y}}, и{\displaystyle v_{z}}, али са одступањем{\displaystyle {\frac {kT}{m}}} . Такође се може видети да је Максвел-Болцманова расподела брзине за векторску брзину [v k,  v y,  vz ] је умножак расподеле за сваки од три правца:
{\displaystyle f_{\mathbf {v} }\left(v_{x},v_{y},v_{z}\right)=f_{v}(v_{x})f_{v}(v_{y})f_{v}(v_{z})}
где је расподела за један правац
{\displaystyle f_{v}(v_{i})={\sqrt {\frac {m}{2\pi kT}}}\exp \left[{\frac {-mv_{i}^{2}}{2kT}}\right].}
Свака компонента вектора брзине има нормалну расподелу са средњом вредношћу{\displaystyle \mu _{v_{x}}=\mu _{v_{y}}=\mu _{v_{z}}=0} и стандардна девијација{\displaystyle \sigma _{v_{x}}=\sigma _{v_{y}}=\sigma _{v_{z}}={\sqrt {\frac {kT}{m}}}}, тако да вектор има тродимензионалну нормалну расподелу, одређену врсту мултиваријантне нормалне расподеле, са средњом вредности{\displaystyle \mu _{\mathbf {v} }={\mathbf {0} }} и коваријанција{\displaystyle \Sigma _{\mathbf {v} }=\left({\frac {kT}{m}}\right)I}, где{\displaystyle I} је{\displaystyle 3\times 3} идентитет матрица.

### Расподела брзине
Максвел-Болцманова расподела брзине следи непосредно из расподеле вектора брзине, горе. Имајте на уму да је брзина
{\displaystyle v={\sqrt {v_{x}^{2}+v_{y}^{2}+v_{z}^{2}}}}
а елемент запремине у сферним координатама
{\displaystyle dv_{x}\,dv_{y}\,dv_{z}=v^{2}\sin \theta \,dv\,d\theta \,d\phi =v^{2}dv\,d\Omega }

где{\displaystyle \phi } и{\displaystyle \theta } су сферни координатни углови вектора брзине. Интеграција функције густине вероватноће брзине преко пуних углова{\displaystyle d\Omega } даје додатни фактор од{\displaystyle 4\pi } . Расподела брзине са заменом брзине за збир квадрата векторских компонената:
| {\displaystyle f(v)=\left({\frac {2}{\pi }}\right)^{1/2}\left({\frac {m}{kT}}\right)^{3/2}v^{2}\exp \left[-{\frac {mv^{2}}{2kT}}\right].} |

## Уn-димензионалном простору
У n- димензионалном простору Максвел-Болцманова расподела постаје:
{\displaystyle f(v)~\mathrm {d} ^{n}v=\left({\frac {m}{2\pi kT}}\right)^{n/2}\,e^{-{\frac {m|v|^{2}}{2kT}}}~\mathrm {d} ^{n}v}
Дистрибуција брзине постаје:
{\displaystyle f(v)~\mathrm {d} v={\text{const.}}\times e^{-{\frac {mv^{2}}{2kT}}}\times v^{n-1}~\mathrm {d} v}
Следећи интегрални резултат је користан:
{\displaystyle {\begin{aligned}\int _{0}^{+\infty }v^{a}e^{-{\frac {mv^{2}}{2kT}}}dv&=\left[{\frac {2kT}{m}}\right]^{(a+1)/2}\int _{0}^{+\infty }e^{-x}x^{\frac {a}{2}}dx^{\frac {1}{2}}\\&=\left[{\frac {2kT}{m}}\right]^{(a+1)/2}\int _{0}^{+\infty }e^{-x}x^{\frac {a}{2}}{\frac {x^{-{\frac {1}{2}}}}{2}}dx\\&=\left[{\frac {2kT}{m}}\right]^{(a+1)/2}{\frac {\Gamma ({\frac {a+1}{2}})}{2}}\end{aligned}}}
где{\displaystyle \Gamma (z)} је функција Гама . Овај резултат се може користити за израчунавање тренутака функције расподеле брзине:
{\displaystyle {\begin{aligned}\langle v\rangle &={\frac {\int _{0}^{+\infty }v\cdot v^{n-1}e^{-{\frac {mv^{2}}{2kT}}}dv}{\int _{0}^{+\infty }v^{n-1}e^{-{\frac {mv^{2}}{2kT}}}dv}}\\&=\left[{\frac {2kT}{m}}\right]^{1/2}{\frac {\Gamma ({\frac {n+1}{2}})}{\Gamma ({\frac {n}{2}})}}\end{aligned}}}
која је сама средња брзина{\displaystyle v_{\text{avg}}=\langle v\rangle =\left[{\frac {2kT}{m}}\right]^{1/2}{\frac {\Gamma ({\frac {n+1}{2}})}{\Gamma ({\frac {n}{2}})}}} .
{\displaystyle {\begin{aligned}\langle v^{2}\rangle &={\frac {\int _{0}^{+\infty }v^{2}\cdot v^{n-1}e^{-{\frac {mv^{2}}{2kT}}}dv}{\int _{0}^{+\infty }v^{n-1}e^{-{\frac {mv^{2}}{2kT}}}dv}}\\&=\left[{\frac {2kT}{m}}\right]{\frac {\Gamma ({\frac {n+2}{2}})}{\Gamma ({\frac {n}{2}})}}\\&=\left[{\frac {2kT}{m}}\right]{\frac {n}{2}}={\frac {nkT}{m}}\end{aligned}}}
Извод функције расподеле брзине:
{\displaystyle {\frac {df(v)}{dv}}={\text{const.}}\times \ e^{-{\frac {mv^{2}}{2kT}}}\left(-{\frac {mv}{kT}}v^{n-1}+(n-1)v^{n-2}\right)=0}